# Asulconotus kozlovi
Asulconotus kozlovi är en insektsart som beskrevs av Leo L. Mishchenko 1981. Asulconotus kozlovi ingår i släktet Asulconotus och familjen gräshoppor. Inga underarter finns listade i Catalogue of Life.